# استاین اریکسن
استاین اریکسن (انگلیسی: Stein Eriksen; ۱۱ دسامبر ۱۹۲۷ – ۲۷ دسامبر ۲۰۱۵) اسکی‌باز آلپاین اهل نروژ بود.